# Principe d'innovation
 (mai 2022).
Si vous disposez d'ouvrages ou d'articles de référence ou si vous connaissez des sites web de qualité traitant du thème abordé ici, merci de compléter l'article en donnant les références utiles à sa vérifiabilité et en les liant à la section « Notes et références ».
Le principe d’innovation est une alternative au principe de précaution, notamment sur la question de la prise de risque. Il consiste à privilégier les solutions nouvelles qui sont d'une efficacité supérieure quant à leur qualité et leur coût, comparées aux solutions existantes. Le concept apparaît en 2013-2014 simultanément dans plusieurs environnements, notamment dans le rapport de la commission[Laquelle ?] dirigée par Anne Lauvergeon et dans une lettre adressée par l’European Risk Forum au président de la Commission européenne.
La journée d’audition organisée par l’Office parlementaire d'évaluation des choix scientifiques et technologiques français le 5 juin 2014 permet de faire un premier point des demandes et des propositions. Cette audition contribue largement à l’émergence de quatre courants de pensée favorables prioritairement au développement de l’innovation et un courant favorable prioritairement à la précaution : 
1. Les partisans d’une suppression ou d’une modification substantielle du principe de précaution. Ce courant regroupe la commission du développement durable, notamment le sénateur Jean Bizet, auteur d’une proposition de Loi en ce sens en mai 2014[4], et les animateurs de la « Boite à idées » de l’UMP en octobre 2014[5] ;
2. Les partisans d’une interprétation intelligente du principe de précaution qui nient la nécessité d’un principe constitutionnel d’innovation. Cette thèse est soutenue par le rapport de La Fabrique de l'Industrie dans son rapport « Précaution et compétitivité »[6] ;
3. Les partisans d’un principe législatif d’innovation, notamment Jean-Yves Le Déaut, Président de l’Office parlementaire d'évaluation des choix scientifiques et technologiques ;
4. Les partisans d’un principe constitutionnel d’innovation cohabitant avec le principe de précaution inchangé. Ce principe d’innovation exprimerait une éthique sociale de l’innovation. Ce courant est illustré par l’analyse publiée par le Forum des Politiques d’Innovation[7] dans différentes publications. Dans différents interviews et articles signés dans Les Échos, Louis Gallois a pris une position de ce type[8] ;
5. Les soutiens inconditionnels du principe de précaution comme priorité absolue qui ne souhaitent pas le développement d’un principe d’innovation. Cette opinion a été exprimée par Nicolas Hulot lors de l’audition ;
6. Lors de l'adoption de la Loi Macron, un amendement déposé par des membres de l'OPECST instituant un principe légal d'innovation a été adopté par l'Assemblée Nationale. Mais après vote du Sénat et "navette", il n'a pas été maintenu lors du vote final.

## Supprimer ou modifier leprincipe de précaution
En décembre 2014, le rapport de la « Boite à idées » rédigé sous la direction de MM. Bernard Accoyer, Benoît Apparu et Eric Woerth est  partisan de supprimer le principe de précaution au profit d’un principe d’innovation responsable : « Le principe de précaution reposait à l’origine sur une idée simple : l’absence de certitudes, compte tenu des connaissances scientifiques et techniques du moment, ne doit pas retarder l’adoption de mesures effectives et proportionnées visant à prévenir un risque de dommages graves et irréversibles à l’environnement, le tout à un coût économique acceptable. Dix ans après, nombreuses sont les critiques qui n’y voient qu’un obscurantiste principe de blocage du progrès scientifique, et le reflet d’une incapacité des pouvoirs publics à admettre le risque et l’incertitude, données pourtant consubstantielles d’une société avancée. Si bien que des voix de plus en plus nombreuses, dans le monde scientifique, politique et économique, réclament son abrogation. »[réf. nécessaire]
Proposition no 1 : « Supprimer le principe de précaution de la Constitution en le remplaçant par un principe d’innovation responsable à la formulation plus équilibrée. »[réf. nécessaire]
Quelques mois auparavant, la commission du développement durable du Sénat et son rapporteur, le sénateur Bizet, sont partisans de modifier le principe de précaution : « C’est précisément l’objet de la présente proposition de loi constitutionnelle, dont votre rapporteur pour avis est également l’auteur, et qui entend rééquilibrer la définition du principe de précaution dans la Charte de l’environnement afin de clarifier les conditions de sa bonne application. Il s’agit ainsi d’exprimer plus clairement que le principe de précaution est aussi un principe d’innovation, puisque sa bonne application repose, en fait, sur le développement des connaissances scientifiques et de l’innovation. 
Innovation et précaution sont en réalité les deux versants d’une même ambition : celle d’un développement économique responsable face aux grands risques environnementaux. »

## Interpréter leprincipe de précaution
En octobre 2014, le rapport de la Fabrique de l’Industrie précise dans sa préface sa position de maintien du principe de précaution sous réserve d’une application plus éclairée : "Le principe de précaution est parfois décrié comme constituant un obstacle au développement des innovations voire de l’activité industrielle. Davantage que l’usage juridique de ce principe, c’est son invocation abusive par des groupes qui contestent certaines technologies, nouvelles ou non, ou son application maladroite qui peuvent être source de perturbations pour les entreprises." 
La Fabrique de l’Industrie a réuni en 2013, sur ce sujet, un groupe de travail composé notamment d’industriels, de scientifiques, d’experts du développement durable. Il est apparu, au fil des auditions de nombreuses personnalités, que le problème venait moins du principe de précaution lui-même que d’une exigence de sécurité de plus en plus affirmée des consommateurs ou des citoyens ainsi que d’une perte de confiance envers les institutions chargées d’assurer leur protection. Certaines entreprises ont su bien prendre en compte cette préoccupation et y répondre, afin de restaurer un dialogue plus confiant avec leurs clients ou riverains. Elles ont même su transformer cette capacité en avantage compétitif.
La précaution est une mesure prise à l'avance destinée à prévenir la survenance d'un événement dangereux, déplaisant ou ayant des conséquences négatives. L'innovation en soi ne saurait être considérée comme un événement dangereux, déplaisant ou ayant des conséquences négatives. Tout au contraire, il existe dans nos sociétés une forte demande pour l'innovation en ce que celle-ci favorise la réduction des dangers, des phénomènes déplaisants et des impacts négatifs des activités humaines ou de la nature.
Le principe de précaution n'est pas taoïste. Le principe de précaution ne saurait à bon droit être interprété comme interdisant l'action. L'inaction n'apporte pas la suppression des dangers, des phénomènes déplaisants et des impacts négatifs. Suivant la formule chère à Montaigne, le principe de précaution demande de réfléchir. Mais l'innovation demeure finalement la seule réponse valable au principe de précaution.
Le principe de précaution appelle l'innovation. La sécurité aérienne d'aujourd'hui n'existerait pas sans la valorisation incessantes de innovations. La directive sur la sécurité générale des produits n'est pas pour peu dans la réputation de qualité des produits et la multiplicité des standards que l'Europe a essaimé dans le monde. En tout, une précaution exigeante et intelligente est facteur d'économie, de développement et de succès.

## La légitimité du principe d'innovation
Jean-Yves Le Déaut a précisé sa vision législative et pas nécessairement constitutionnelle, dans une contribution personnelle au Compte-Rendu de la journée du 5 juin 2014 : « nous souhaitons inscrire dans la loi le principe d’innovation, en stipulant que « le principe d’innovation garantit le droit pour tout organisme de recherche et tout opérateur économique de mettre en place et de conduire des activités consistant à développer des produits, services, procédés, modes d’organisation, pratiques sociales ou usages nouveaux ou sensiblement améliorés par rapport à ce qui est disponible sur le marché. Ce principe est facteur de développement des connaissances scientifiques et de progrès technique, social et humain, au service de la société. Il est garanti par les autorités publiques dans l’exercice de leurs compétences et sert notamment de référence dans l’évaluation des bénéfices et des risques, conduite par ces autorités. Les autorités publiques promeuvent ce principe dans le cadre de la détermination et de la mise en œuvre des politiques nationales. »
Dans sa séance du 9 février 2015, l’Assemblée Nationale a adopté l'amendement no 808 à l’article 40 de la Loi Macron, introduisant la notion de principe d’innovation dans notre législation. Ce principe impose aux services publics d'être administrés selon le meilleur état des techniques (CE 10 janvier 1902 - Compagnie nouvelle du gaz de Deville-lès-Rouen). Après navette entre l'Assemblée et le Sénat, le texte de la Loi Macron est revenu à sa rédaction d'origine et l'amendement Le Déaut a été éliminé. Aucun principe légal d'innovation n'existe donc aujourd'hui en France.  
Ce principe d'amélioration continue est par définition favorable au progrès économique. Il consacre en amont le rôle fondamental des créateurs dans la production de richesse.  Reste à mettre en œuvre le corollaire du principe d'innovation: la propriété de l'auteur sur sa création. Selon une définition empruntée au droit romain, "la justice est une volonté ferme et perdurable qui attribue à chacun ce qui lui revient". À qui appartient l'innovation, sinon à son créateur.  
Ce n'est en effet, le plus souvent, pas le législateur qui protège, même si le pouvoir lui en donne parfois l'illusion. Ce sont les mesures prises pour mettre en application la loi. La loi ne décrète pas l'arrêt des maladies, c'est le progrès technique qui permet leur réduction. Les progrès récents montrent que ce n'est pas tellement la limitation législative et réglementaire qui a réduit les excès de vitesse des véhicules. C'est, on l'a vu, la loi + les compteurs, les régulateurs de bord, les radars à l'extérieur et les ordinateurs distribuant les pénalités, qui déterminent l'efficacité de la précaution limite de vitesse. 
La précaution implique une bonne expression légale de la demande d'innovation. De la reconnaissance de cette interdépendance entre demande légale et création doit découler le pouvoir d'investir, donc d'amortir. La protection du patrimoine technologique national est en effet la condition de l'investissement et du développement économique.  Si le droit du créateur est bien reconnu, ce dernier trouvera aisément des moyens pour financer l'innovation et le développement du principe de précaution.   
Au contraire, si ses droits sont méconnus, l'épargne fuira des placements qui ne lui assure pas de sérieuses perspectives de retour sur investissement - comme cela semble être le cas actuellement.  
De la reconnaissance de la paternité morale et matérielle du créateur sur l'innovation, découle le renforcement de la responsabilité des acteurs économiques et donc la bonne mise en œuvre du principe de précaution. Le créateur responsable peut prendre des engagements sur ses innovations. Il peut notamment contracter des clauses de territorialité et d'emploi avec les collectivités publiques, notamment en échange de financement et d'avantages divers. Tout un droit peut s'édifier en matière de protection de l'environnement autour du rôle du créateur - gardien et responsable de ses innovations.   
L'anonymat, le manque de traçabilité, la "fluidité" de l'économie et la spoliation généralisée ne favorise au contraire ni la responsabilité, ni la paix sociale, ni la précaution.  
À cet égard le principe d'innovation est bien de nature législative - voir constitutionnelle. Il touche à l'un des droits les plus fondamentaux de l'être humain: celui que détient le créateur sur l'œuvre produite par son travail. Comme l'avait énoncé John Locke, le travail humain est le prolongement de sa personne.    
C'est particulièrement vrai pour le travail créateur qu'est l'innovation. C'est pourquoi le droit du créateur sur l'innovation est inscrit dans la déclaration universelle des droits de l'être humain (Article 27). Il fait partie des libertés publiques fondamentales que le législateur doit protéger.   

## Créer une éthique sociale de l’innovation

### Perspective historique
L’idée de Constitution prend naissance en France au moment de la révolution, faisant suite au concept de « charte » ou de Lois Fondamentales. La Constitution règle traditionnellement le fonctionnement de l’État et les libertés publiques. Elle répondait ainsi aux besoins traditionnels d’un État préindustriel. La Constitution de 1946 en introduisant un préambule repris en 1958 a considérablement étendu le domaine d'intervention voire de responsabilité, de l’État, notamment vers le social. Le principe de précaution de 2005 constitue une nouvelle extension vers l’environnement. 
Comment répondre au défi climatique. En gardant par prudence le charbon et le pétrole? Certainement pas. En retournant dans les cavernes? Peu réaliste. La réponse au défi climatique dépend de l'innovation.
Le principal ressort du progrès et de la richesse des nations demeure l'innovation. Aujourd'hui, plus encore qu'hier, il détermine la compétitivité des entreprises et la qualité de la gestion des administrations. Il y a donc une logique globale qui porte vers l’écriture d’un principe constitutionnel d’innovation comme l'un des piliers de notre vie nationale.

### Définir un contenu consensuel et légitime
1. Un principe général humaniste régulant l’utilité et la conduite des développements innovants.
2. Un principe d'administration des services publics selon le meilleur état de la technique.
3. Un principe de liberté d’innover et donc de prise de risque responsable.
4. Un principe d'amortissement qui permet la recherche et l'investissement et qui détermine son financement.
5. Un principe de responsabilité individuelle et solidaire des conséquences de l’innovation.
6. Un principe de partage de la valeur créée par l’innovation.
7. Un principe scientifique qui valorise le rôle de la science comme fondement de l’innovation.
8. Un principe de coordination et d’orientation générale par l’État.

## Assumer son destin dans toutes ses dimensions
Nicolas Hulot, envoyé spécial du président de la République pour la protection de la planète, souligne tout d’abord que « l’innovation est un enjeu majeur pour résoudre l’ensemble des difficultés dans lesquelles nous sommes et qu’elle fera partie des clefs pour résoudre la difficulté de conjuguer les enjeux du court et du long termes ». Mais il  poursuit en demandant de ne pas affaiblir le principe de précaution. Selon son analyse, ce principe n’est nullement anti-innovation : « Regardez l’histoire depuis que ce principe de précaution a été inscrit dans la Constitution : en quoi, sur un plan purement juridique, dans les faits, a-t-il empiété, bien que parfois, psychologiquement, certains en abusent tant dans le vocabulaire des journalistes que dans le vocabulaire des acteurs politiques ? ». Le fondement de cette position est la conviction que « Nous sortons d’un siècle des vanités, et je ne voudrais pas que nous reproduisions ce siècle… On a été très loin dans l’excès. Je ne crois pas que le principe de précaution ait en quoi que ce soit sacralisé le risque zéro… Je voudrais rappeler cette petite phrase de Michel Foucault : «Je déplore que le sort de l’humanité soit dans d’aussi mauvaises mains que les siennes». Je veux lui donner tort, c’est une bonne nouvelle de savoir que nous avons entre les mains notre propre destin. »    